# Naționalism expansionist
Naționalismul expansionist reprezintă o formă agresivă și radicală de naționalism care încorporează sentimente patriotice caracterizate de credința în expansionism. Termenul a fost inventat în perioada târzie a secolului al XIX-lea când puterile europene se luptau pentru teritoriile africane în numele gloriei naționale, însă a fost deseori asociat cu guvernele militariste din secolul XX - Italia Fascistă, Germaniza Nazistă, Imperiul Japonez și Serbia postiugoslavă.

## Ideologia
Elemntul care distinge naționalismul expansionist de cel liberal este acceptarea șovinismului, credința în superioritate sau dominație. Așadar, națiunile nu sunt considerate egale în dreptul lor la autodeterminare; mai degrabă, se consideră că unele națiuni posedă trăsături sau calități care le fac mai superioare decât celelalte. Naționalismul expansionist afirmă dreptul statului de a-și lărgi teritoriile în detrimentul propriilor vecini. Acesta este asociat cu ideologiile de dreapta, iar importanța națiunii primează asupra individului. Altă rasă sau națiune este definită drept un pericol sau un inamic, această frică fiind exploatată cu scopul de a da naștere unei identități naționale. Sensul „celuilalt” este forța și motivația principală care „ne ține” împreună. Imaginea celuilalt este formată prin apel la prejudecăți și sentimente negative. În literatură, naționalismul expansionist este denumit și naționalism integral, fiind menționat pentru prima dată de naționalistul francez Charles Maurras. Ultimul pas al naționalismului expansionist este postularea unui lebensraum pentru națiune.